# 吴家莹
吴家莹（1960年或1963年—），台灣人，全国台湾同胞投资企业联谊会常务副会长、厦门市台商投资企业协会会长、厦门佳好建材有限公司总经理。吴家莹主張两岸和平统一，坚持一个中国原则和九二共识、反对台独。

## 生平
吴家莹1995年首次来到中國大陆。他曾和两位台湾人在上海合办了一家制衣厂。1999年，吴家莹第一次来到厦门。2016年12月出任厦门市台商投资企业协会第12届会长。吴家莹曾在福建省厦门市中级人民法院担任人民陪审员。2021年12月21日，吴家莹被授予「厦门经济特区建设40周年模范人物」荣誉称号。